# Lajos Kossuth
Lajos Kossuth de Udvard et Kossuthfalva (thường được gọi là Lajos Kossuth) (1802-1894) là một luật sư, chính trị gia người Hungary. Ông trở nên nổi tiếng trong cuộc Cách mạng Hungary năm 1848. Ông là người lãnh đạo cuộc khởi nghĩa của nhân dân Hungary chống lại quân xâm lược Áo trong cuộc cách mạng đó. Tuy nhiên, cuộc khởi nghĩa thất bại và Kossuth phải trốn sang Anh và Mỹ. Lajos Kossuth đã trở thành hình tượng trong bản giao hưởng thơ Kossuth của nhà soạn nhạc người Hungary Béla Bartók